# Serie A2 FIAF 1991
La Serie A2 FIAF 1991 è stata l'ottava edizione del secondo livello del campionato italiano di football americano (quarta con la denominazione A2); è stato organizzato dalla Federazione Italiana American Football.

## Regular season

### Classifica

#### Girone A
| Pos. | Squadra             | %V    | G | V | N | P | PF  | PS  |
| ---- | ------------------- | ----- | - | - | - | - | --- | --- |
| 1    | Aquile Ferrara      | 1.000 | 8 | 8 | 0 | 0 | 338 | 46  |
| 2    | Blackhawks Cernusco | .625  | 8 | 5 | 0 | 3 | 156 | 130 |
| 3    | Fighters Pordenone  | .625  | 8 | 5 | 0 | 3 | 72  | 136 |
| 4    | Muli Trieste        | .250  | 8 | 2 | 0 | 6 | 72  | 141 |
| 5    | Vipers Modena       | .000  | 8 | 0 | 0 | 8 | 49  | 234 |

#### Girone B
| Pos. | Squadra           | %V    | G | V | N | P | PF  | PS  |
| ---- | ----------------- | ----- | - | - | - | - | --- | --- |
| 1    | Apaches Firenze   | 1.000 | 6 | 6 | 0 | 0 | 177 | 49  |
| 2    | Rivers Pontedera  | .667  | 6 | 4 | 0 | 2 | 139 | 112 |
| 3    | Pirates Savona    | .167  | 6 | 1 | 0 | 5 | 70  | 144 |
| 4    | Ironmen La Spezia | .167  | 6 | 1 | 0 | 5 | 64  | 145 |

#### Girone C
| Pos. | Squadra           | %V   | G | V | N | P | PF  | PS  |
| ---- | ----------------- | ---- | - | - | - | - | --- | --- |
| 1    | Dolphins Ancona   | .875 | 8 | 7 | 0 | 1 | 205 | 71  |
| 2    | Linci Roma        | .625 | 8 | 5 | 0 | 3 | 241 | 131 |
| 3    | Grifoni Perugia   | .500 | 8 | 4 | 0 | 4 | 133 | 132 |
| 4    | Cardinals Palermo | .250 | 8 | 2 | 0 | 6 | 95  | 214 |
| 5    | Crabs Pescara     | .250 | 8 | 2 | 0 | 6 | 88  | 214 |

## Playoff
Accedono ai playoff le prime due di ogni girone e le due migliori terze.
|  | Quarti di finale | Quarti di finale    | Quarti di finale |                |                  | Semifinali      | Semifinali | Semifinali |  |  | III SilverBowl | III SilverBowl  | III SilverBowl |
|  |                  |                     |                  |                |                  |                 |            |            |  |  |                |                 |                |
|  | 1B               | Apaches Firenze     | 49               |                |                  |                 |            |            |  |  |                |                 |                |
|  | 3A               | Fighters Pordenone  | 0                |                |                  |                 |            |            |  |  |                |                 |                |
|  | 3A               | Fighters Pordenone  | 0                |                | 1B               | Apaches Firenze | 21         |            |  |  |                |                 |                |
|  |                  |                     |                  |                | 1B               | Apaches Firenze | 21         |            |  |  |                |                 |                |
|  |                  | 1C                  | Dolphins Ancona  | 7              |                  |                 |            |            |  |  |                |                 |                |
|  | 1C               | 1C                  | Dolphins Ancona  | 7              | Dolphins Ancona  | 44              |            |            |  |  |                |                 |                |
|  | 1C               |                     |                  |                | Dolphins Ancona  | 44              |            |            |  |  |                |                 |                |
|  | 2A               | Blackhawks Cernusco | 18               |                |                  |                 |            |            |  |  |                |                 |                |
|  |                  |                     |                  |                |                  |                 |            |            |  |  | 1B             | Apaches Firenze | 7              |
|  |                  |                     | 1A               | Aquile Ferrara | 34               |                 |            |            |  |  |                |                 |                |
|  | 1A               | Aquile Ferrara      | 57               |                |                  |                 |            |            |  |  |                |                 |                |
|  | 3C               | Grifoni Perugia     | 6                |                |                  |                 |            |            |  |  |                |                 |                |
|  | 3C               | Grifoni Perugia     | 6                |                | 1A               | Aquile Ferrara  | 41         |            |  |  |                |                 |                |
|  |                  |                     |                  |                | 1A               | Aquile Ferrara  | 41         |            |  |  |                |                 |                |
|  |                  | 2B                  | Rivers Pontedera | 0              |                  |                 |            |            |  |  |                |                 |                |
|  | 2B               | 2B                  | Rivers Pontedera | 0              | Rivers Pontedera | 20              |            |            |  |  |                |                 |                |
|  | 2B               |                     |                  |                | Rivers Pontedera | 20              |            |            |  |  |                |                 |                |
|  | 2C               | Linci Roma          | 14               |                |                  |                 |            |            |  |  |                |                 |                |

### III SilverBowl
Il III SilverBowl si è disputato sabato 29 giugno 1991 allo Stadio Comunale di Calenzano. L'incontro è stato vinto dalle Aquile Ferrara sugli Apaches Firenze con il risultato di 34 a 7.

## Verdetti
- Aquile Ferrara vincitori del SilverBowl III e promossi in serie A1.